# Attatha superba
Attatha superba is een vlinder uit de familie spinneruilen (Erebidae). De wetenschappelijke naam is voor het eerst geldig gepubliceerd in 1917 door Janse.
De soort komt voor in tropisch Afrika.